# روونا (ناحیه ستراکونیتسه)
روونا (به چکی: Rovná) یک منطقهٔ مسکونی در جمهوری چک است که در ناحیه ستراکونیتسه واقع شده‌است. روونا ۴٫۳۴ کیلومتر مربع مساحت و ۲۵۶ نفر جمعیت دارد و ۴۲۳ متر بالاتر از سطح دریا واقع شده‌است.